# Provinz Suō

Karte der japanischen Provinzen, Suo rot markiert

Suō (jap. 周防国, Suō no kuni) oder Bōshū (防州) war eine der historischen Provinzen Japans im heutigen Ostteil der Präfektur Yamaguchi. Suō grenzte an die Provinzen Aki, Iwami und Nagato.

## Geschichte
Die alte Provinzhauptstadt (kokufu) lag in Hōfu, dessen Name eine Zusammenziehung der Wörter Bōshū und Kokufu ist. Suō wurde über den größten Teil der Muromachi-Zeit vom Ōuchi-Klan regiert, der seine Burg in Yamaguchi hatte. In der Sengoku-Zeit eroberte der Mōri-Klan die Provinze und herrschte hier über den Großteil der Edo-Zeit.

## Umfang
Die Provinz Suō umfasste folgende spätere Landkreise (gun):
- Kuga (玖珂郡)
- Kumage (熊毛郡)
- Ōshima (大島郡)
- Saba (佐波郡)
- Tsuno (都濃郡)
- Yoshiki (吉敷郡)